# Прора

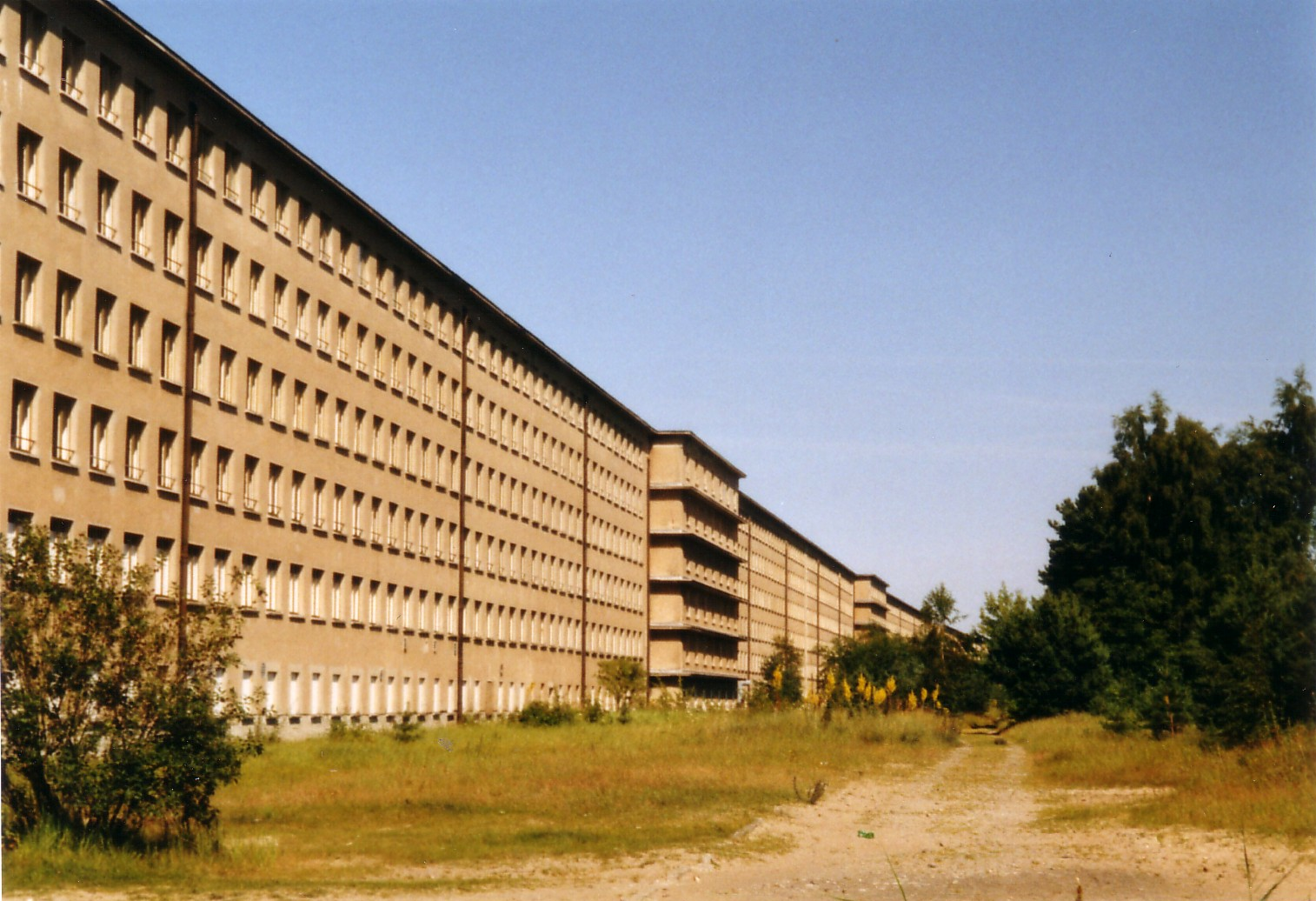
"Прорський колос", вигляд з моря

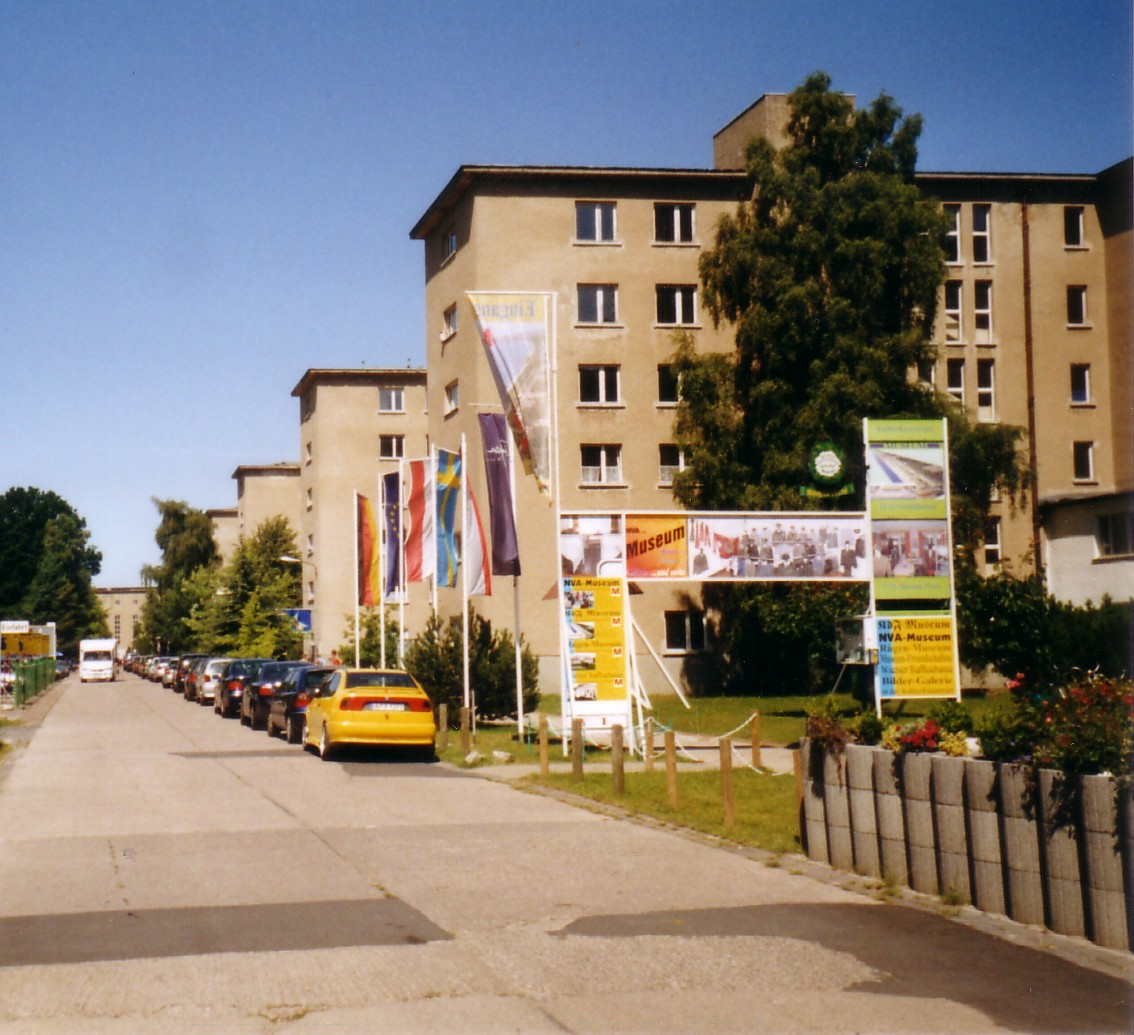
Музейне крило

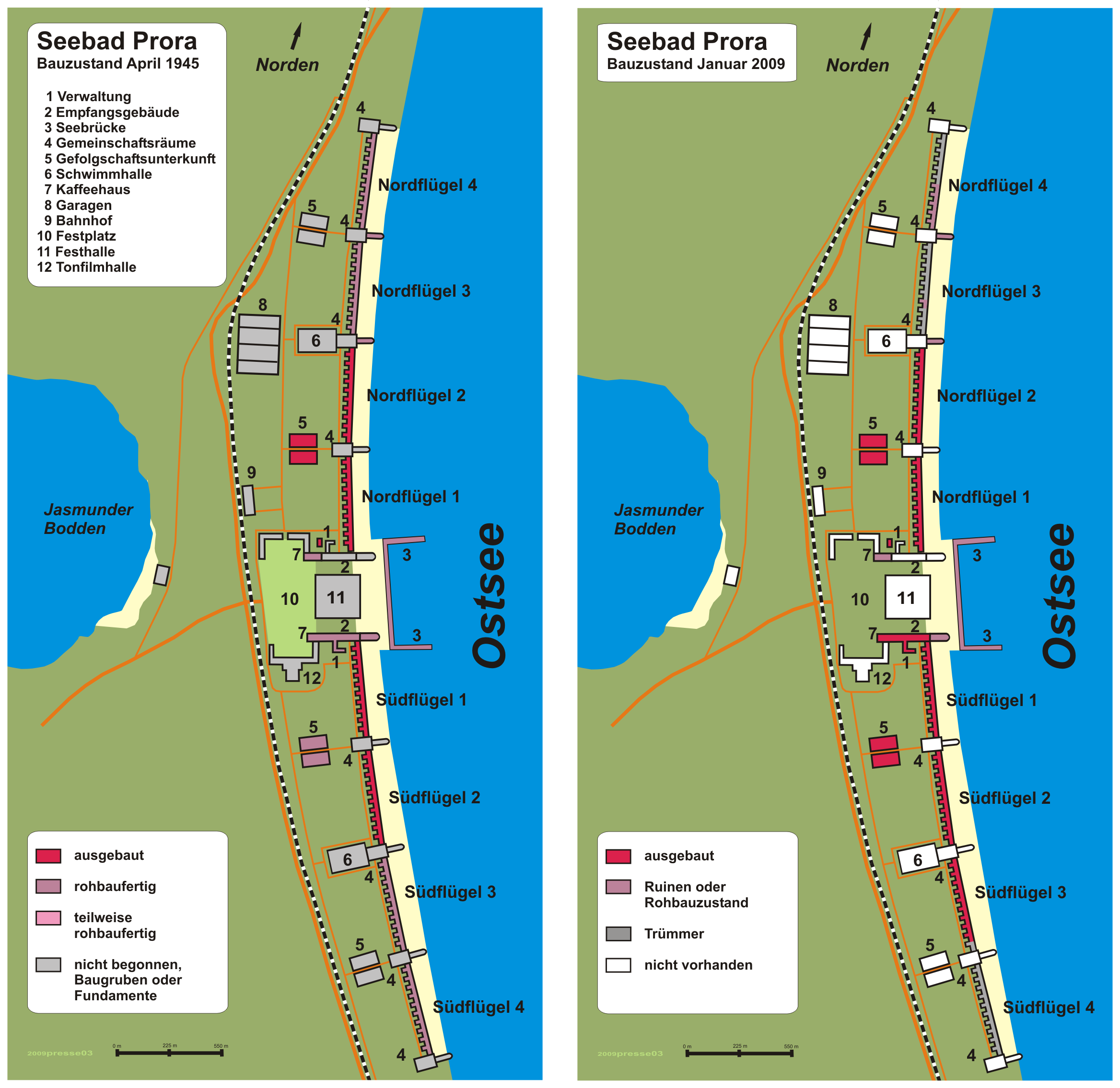
План курорту

Прора (нім. Prora) — морський курорт на острові Рюген у Німеччині. Він відомий своїм гігантським будинком відпочинку («Прорський колос», нім. Koloss von Prora), побудованим у 1936-1939 роках на замовлення організації «Сила через радість» під керівництвом Роберта Лея. Розташовані на відстані 150 м від узбережжя, будівлі (загалом їх було вісім) були розраховані на розміщення 20 тис. відпочивальників і тягнулися в ряд протягом 4500 м.
У перші роки ХХІ століття будівлі, що знаходяться під охороною держави як характерний зразок архітектури Третього рейху, були порожніми. Проект відновлення викликав критику у Німеччині.

## Плани та будівництво

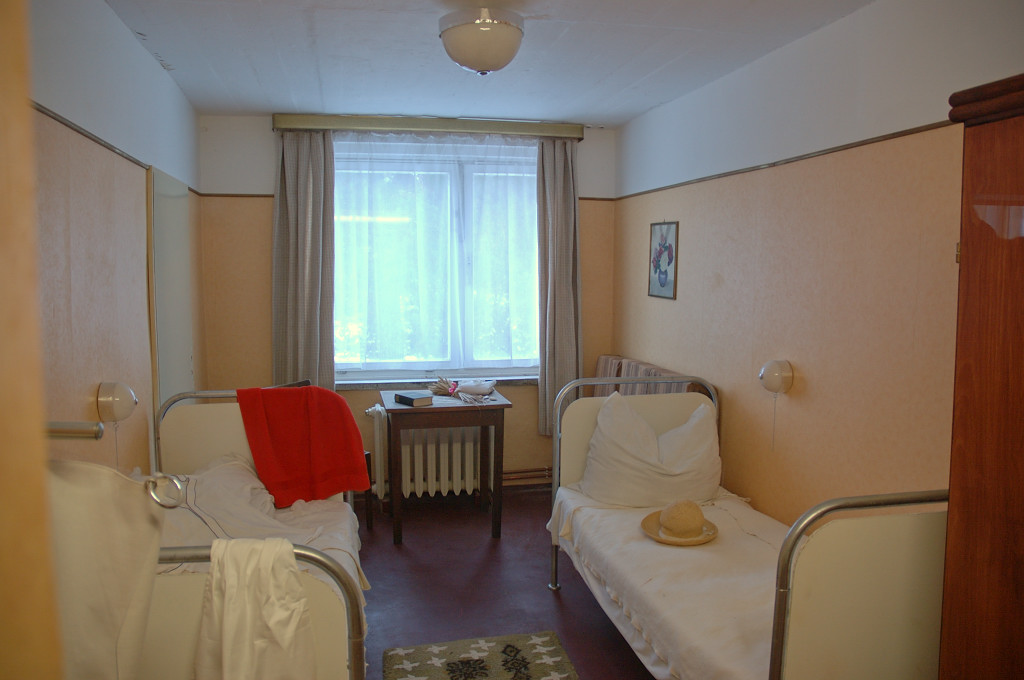
Оригінальна реконструкція кімнати з антикварними меблями.

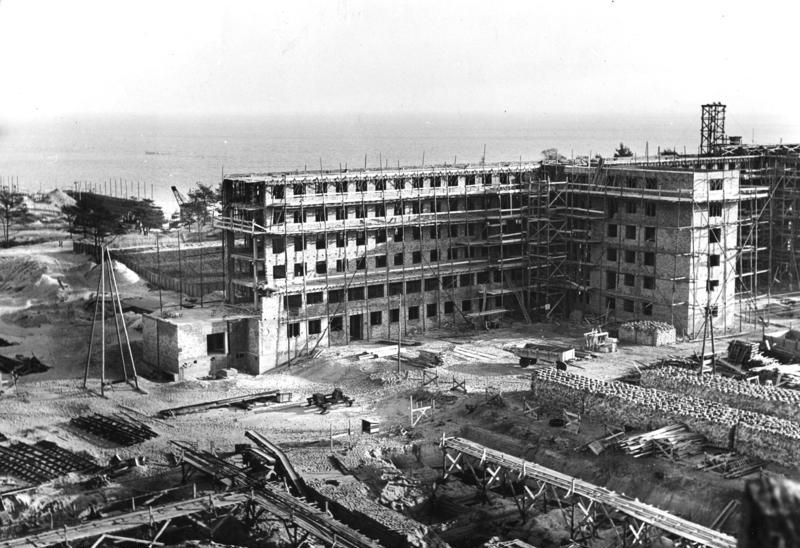
Морський курорт на етапі будівництва

Плани створення морського курорту розробив архітектор Клеменс Клотц (1886—1969). За наказом Гітлера плани було модифіковано. Було додано центральний концертний зал (архітектор Еріх Путліц), який, як передбачалося, міг би вміщати одночасно всі 20 тис. відпочивальників. У ході будівництва проект зазнавав постійних змін; зокрема, довелося відмовитись від будівництва концертної зали. У перпендикулярних прибудовах знаходилися сходи, загальні туалети та душові. У 1937 році на Всесвітній виставці у Парижі проект отримав гран-прі.
Передбачалося, що вартість тижневої путівки сюди становитиме 20 рейхсмарок — близько чверті місячного заробітку кваліфікованого робітника чи службовця. Частина ціни путівки, що залишилася, субсидувалася Німецьким трудовим фронтом.
Плани Гітлера щодо Прори були амбітними. Він хотів збудувати великий морський курорт, «найпотужніший і найбільший із тих, що будь-коли існували», місткістю 20 000 ліжок. Планувалося побудувати вісім 550-метрових шестиповерхових, повністю ідентичних блоків із загальною площею 10 000 номерів для розміщення туристів. Масивні будинки були збудовані. Всі кімнати повинні були виходити на море, а коридори та санітарні приміщення розташовані з іншого боку. Кожна кімната була 5x2,5 метра, мала два ліжка, шафу та раковину. На кожному поверсі були спільні туалети та душові.
Водночас Гітлер хотів, щоб курорт був військовим шпиталем на випадок війни. У його плани входили два басейни та театр. Також планували збудувати флот із пасажирських суден.
Протягом кількох років у будівництві Прори були задіяні всі великі будівельні компанії Рейху та близько 9000 робітників. З початком Другої світової війни у 1939 році будівництво Прори зупинилося і будівельники були переведені на збройові заводи в Пенемюнде. Вісім житлових блоків, театр та кінотеатр залишилися порожніми, а басейни так і не були збудовані. Під час бомбардувань тут розмістилися біженці зі східної частини Німеччини. До кінця війни ці будівлі використовувалися жіночим допоміжним персоналом Люфтваффе. Після закінчення війни тут тимчасово жили німці, які переїхали із включеної до складу СРСР Східної Пруссії. З 1948 по 1953 роки будівлі служили казармами Радянської Армії. Південний будинок, переданий як полігон для тренувань радянських саперів, був підірваний і згодом знесений.У перші роки після Другої світової війни майбутнє використання комплексу все ще обговорювалося публічно. Було запропоновано добудувати проект санаторію. «Враховуючи, що на ці будівлі було витрачено близько 60 мільйонів марок, навряд чи може бути інша мета, ніж розширення цього курорту для робітників», - йшлося в прес-релізі. Також обговорювалося використання об'єкта як промислової зони. Однак незабаром після цього було прийнято рішення про використання об'єкта у військових цілях. Після відхилення претензій Вільної конфедерації профспілок Німеччини (FDGB) там у 1949 році було створено піхотну школу для трохи менше 1000 осіб. У 1950 році це призвело до передачі об'єкту Казарменної народної поліції, заснованої у 1952 році. Замість неї у 1956 році було створено Національну народну армію НДР. Вперше у своїй історії Прора була заселена. У 1950 році область навколо блоків стала забороненою зоною. У реконструкцію п'яти блоків недобудованого морського курорту було залучено до 19 000 осіб, у значній частині це були військовослужбовці частин будбату. До 1956 року руїни курорту були переважно перетворені на казарми, і використовувалися для розміщення до 10 тис. солдатів. Тут також навчалися військові з дружніх країн, таких як Ангола і Мозамбік.Подальше розширення військового містечка відбулося у 1980-х роках. Тільки тоді недобудовані блоки отримали кімнати, двері, вікна, водогін і сіру грубу штукатурку, яка все ще видніє десь і сьогодні.
Після об'єднання Німеччини, з 1990 року по 1992 роки ансамбль перебував у віданні Бундесверу.

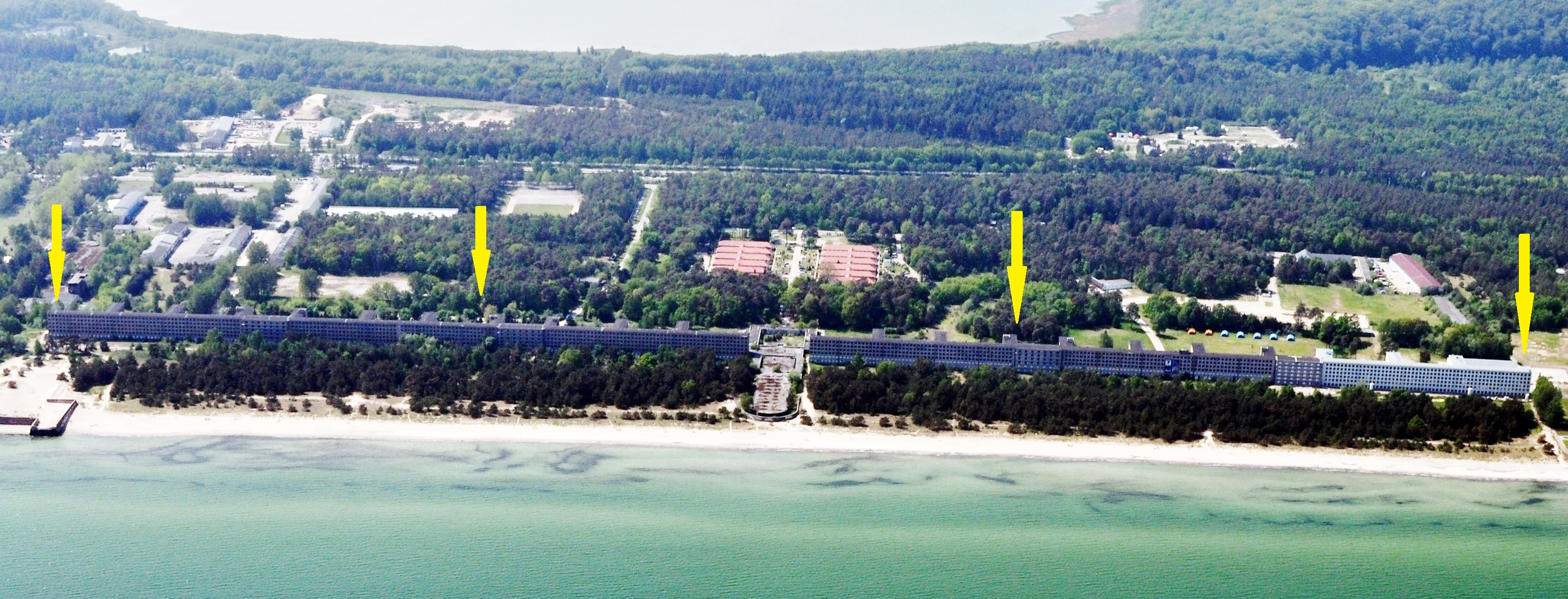

## Продаж будівель та відновлення

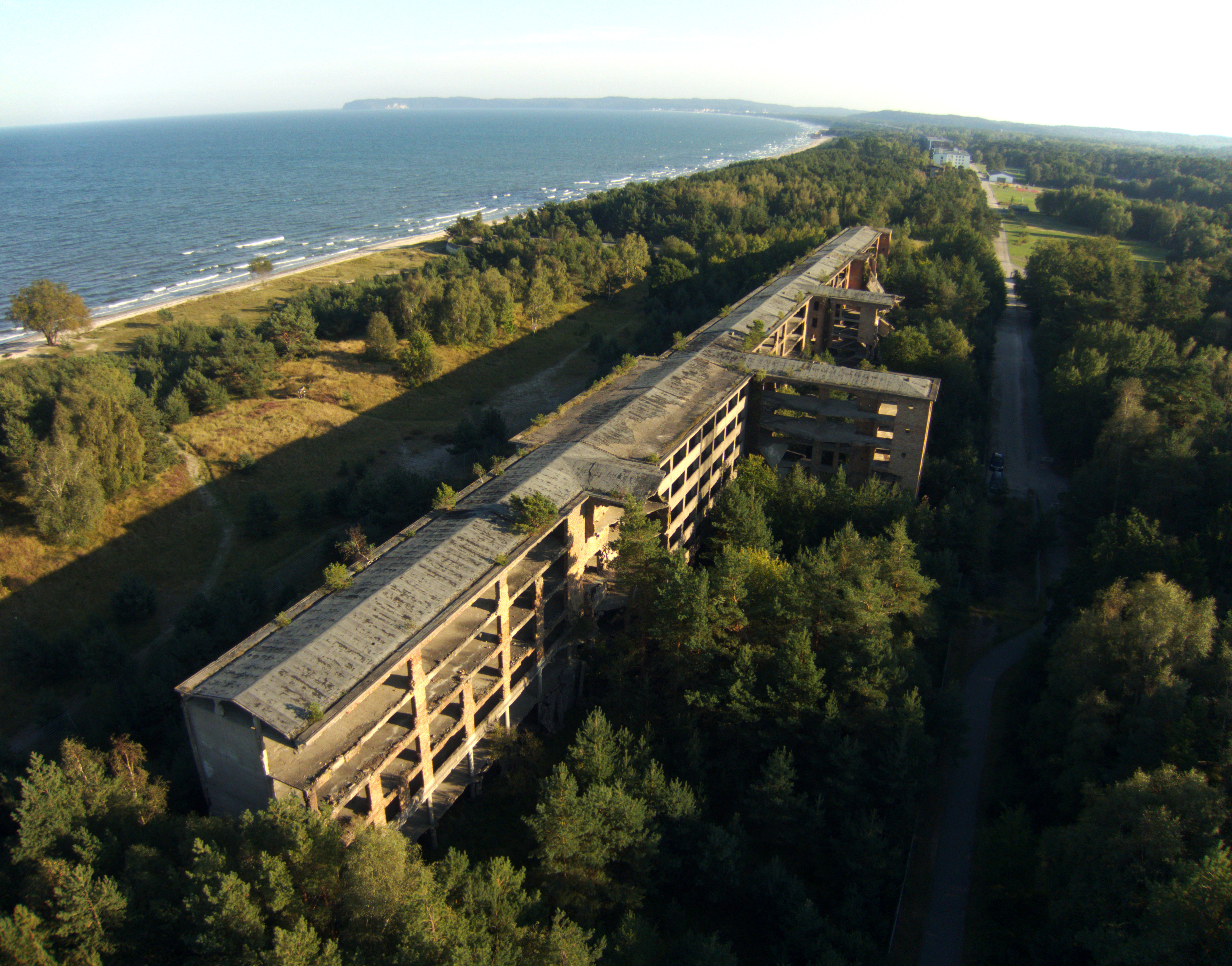
2014 рік

Починаючи з початку 1993 року будівлі були порожніми і зазнавали руйнування та вандалізму. Винятком був Блок 3, у якому з 1995 до 2005 року розміщувалися численні музеї, спеціальні виставки та галерея. У період з 1993 по 1999 рік в одному з блоків було відкрито дитячий садок, ресторан, а також один з найбільших молодіжних хостелів у Європі.
З 2000 року «Центр документальних свідоцтв Прори» розташувався у південній частині комплексу. У ньому були зібрані документи про будівництво та історію використання будівлі.

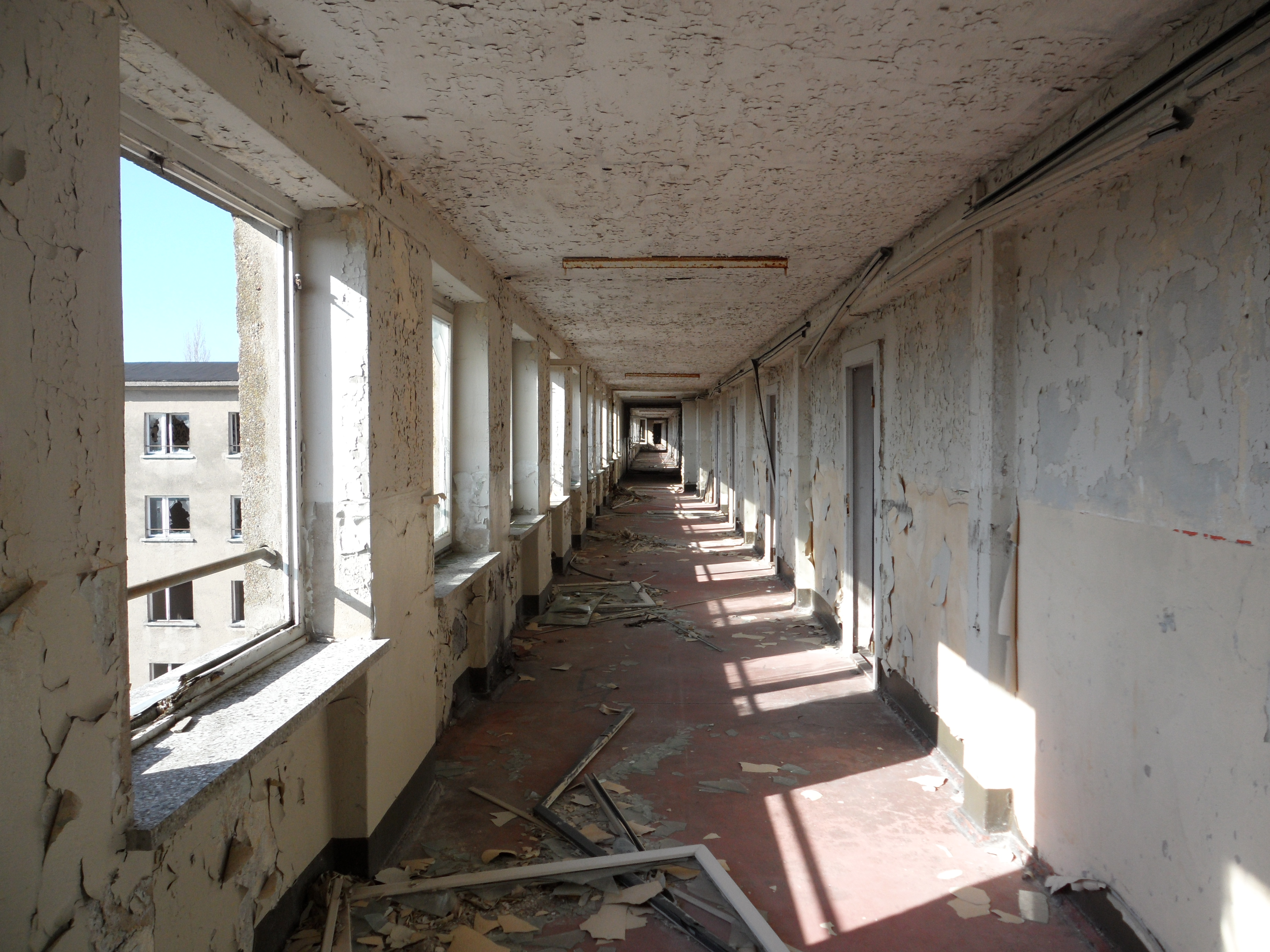
B будівлі Північний флігель (Nordflügel) 1, 2011 рік.

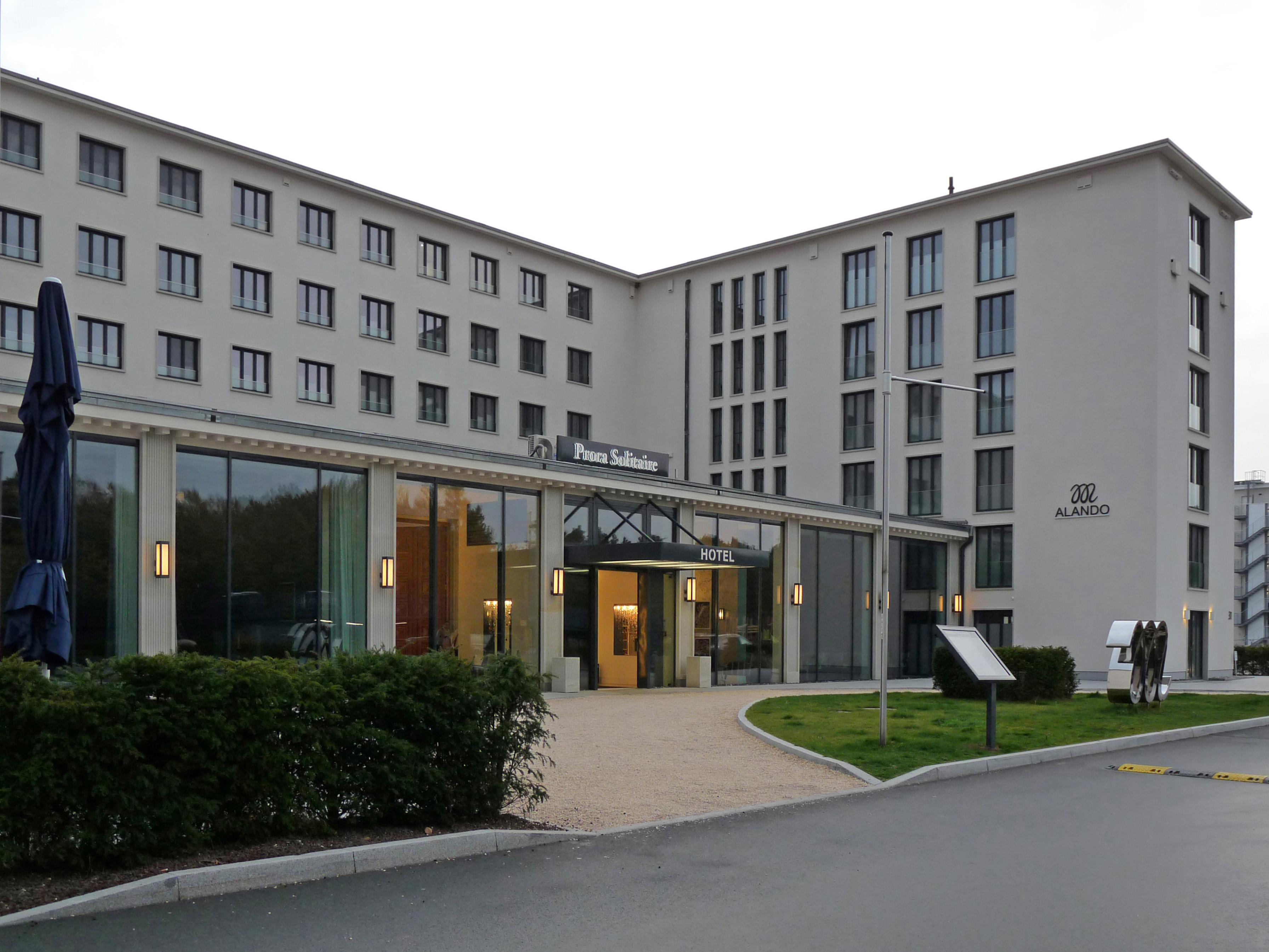
Блок 2, 2018 рік.

З 2004 року будівельні блоки продаються індивідуально для кількох різних цілей. 23 вересня 2004 року блок 6 було продано невідомому учаснику за 625 000 євро. 23 лютого 2005 року Блок 3, колишній Музей Мілі, було продано Inselboggen GmbH, яка оголосила, що використовуватиме будівлю як готель. У жовтні 2006 року блоки 1 та 2 були продані Prora Projektentwicklungs GmbH, яка оголосила про плани перетворення будівель у магазини та квартири. Проте Блок 1 знову було виставлено на торги 31 березня 2012 року і куплено берлінським інвестором за 2,75 мільйона євро.
У листопаді 2006 року Федеральне агентство житлового будівництва придбало Блок 5. За фінансової підтримки федерального уряду та регіону Мекленбург-Передня Померанія у будівлі планується побудувати молодіжний хостел. Розташований у найпівнічнішій частині комплексу, він був поділений п'ять частин.
Наприкінці 2008 року були затверджені плани повернутися до початкової мети проекту і перетворити його на сучасний туристичний курорт. Рада Прори проголосувала за плани побудувати квартири на 3000 осіб, а також молодіжний хостел, кафетерій, дискотеку, спортивні зали, басейни, тенісні корти та невеликий торговий центр, щоб залучити тисячі відвідувачів. Керстін Каснер, місцевий радник, порівняв узбережжя Прори з Карибським пляжем. Однак це рішення викликало скептицизм з боку місцевого населення, яке вважає, що в цьому районі вже дуже багато туристів, і Хайке Тагсолд, історик із Прори, сказав, що місто є невідповідним місцем для туристів. Як каже Юрген Росток, голова фонду «Нова культура», комплекс у Прорі нагадує про злочинну соціальну політику, за допомогою якої нацисти передбачали повністю підпорядковувати людей, і проект відродження довгобуду можна вважати блюзнірським.
Однак у липні 2011 року було відкрито давно запланований великий молодіжний хостел на 402 місця (найбільший молодіжний хостел у Німеччині) у 96 кімнатах. У вересні 2010 року було оголошено про плани німецько-австрійських інвестицій з відновлення блоків 1 і 2 як будинок для літніх людей та готелю на 300 місць, який включає тенісні корти, басейн і невеликий торговий центр. Інвестиції оцінюються у 100 мільйонів євро.
До липня 2011 року одна з частин комплексу була відремонтована і в ній розмістився молодіжний готель. Влітку 2015 курорт відкрився для туристів і бажаючих купити житло.
Нові будинки матимуть 8 поверхів і включатимуть Prora Solitaire Home і Prora Solitaire Hotel Apartments, а також Spa. Курорт, що розвивається, офіційно отримав назву «затверджений державою курорт» 17 серпня 2018 року і прагне стати «курортом Балтійського моря». За планами німецької ріелторської компанії Metropole, курорт буде повністю відновлений до 2022.